# Serguei Txépikov
Serguei Txépikov (en rus: Серге́й Че́пиков) (Khor, Unió Soviètica 1967) és un biatleta i esquiador de fons rus, ja retirat, que competí entre la dècada del 1980 i del 2000.

## Biografia
Va néixer el 30 de gener de 1967 a la ciutat de Khor, població situada al krai de Khabàrovsk, que en aquells moments formava part de la Unió Soviètica i que avui en dia forma part de Rússia. Està casat amb la biatleta Yelena Melnikova.

## Carrera esportiva

### Biatló
Als 21 anys va participar, en nom de la Unió Soviètica, en els Jocs Olímpics d'Hivern de 1988 realitzats a Calgary (Canadà), on aconseguí guanyar la medalla d'or en la prova de relleus 4x7,5 km i la medalla de bronze en la prova de 10 km. esprint, a més de finalitzar quart en al prova dels 20 quilòmetres individual. En els Jocs Olímpics d'Hivern de 1992 realitzats a Albertville (França), i en representació de l'Equip Unificat, aconseguí guanyar la medalla de plata en la prova de relleus 4x7,5 km, a més de finalitzar quart en la prova dels 10 km. esprint i desè en els 20 quilòmetres individuals. En els Jocs Olímpics d'Hivern de 1994 realitzats a Lillehammer (Noruega), i en aquesta ocasió en representació de Rússia, aconseguí guanyar la medalla d'or en els 10 km. esprint i la medalla de plata en els relleus 4x7,5 km, a més de finalitzar vuitè en els 20 quilòmetres individuals.
El 1995 abandonà la pràctica del biatló per passar-se a l'esquí de fons. Retornà a la competició del biatló el 2000. En els Jocs Olímpics d'Hivern de 2002 realitzats a Salt Lake City (Estats Units) finalitzà quart en els relleus 4x7,5 km i vuitè en els 20 quilòmetres individuals. En els Jocs Olímpics d'Hivern 2006 realitzats a Torí (Itàlia), i amb 39 anys, aconseguí guanyar la medalla de plata en la prova de relleus 4x7,5 km., a més de finalitzar quart en els 20 km. individuals, cinquè en els 15 km. amb sortida massiva i vint-i-tresè en els 10 quilòmetres esprint.
Al llarg de la seva carrera ha guanyat 14 medalles en el Campionat del Món de biatló, destacant la medalla d'or aconseguida el 1989 en la prova per equips i el 2006 en la prova de relleus mixtos.

### Esquí de fons
El 1995 abandonà la pràctica del biatló per passar-se a l'esquí de fons, una pràctica que no fou tant reeixida com l'anterior. Amb tot va participar en els Jocs Olímpics d'Hivern de 1998 realitzats a Nagano (Japó), on aconseguí la cinquena posició en els relleus 4x10 km i cinquè en la prova de persecució com a resultats més destacats.